# Ponzano Superiore
(Cesare Orsini)
Ponzano Superiore è una frazione del comune ligure di Santo Stefano di Magra, nella val di Magra, in provincia della Spezia. Situata a 303 metri sul livello del mare, dista dal capoluogo comunale circa 4 chilometri.

## Storia

### Le origini
Non essendo stati fatti scavi archeologici, si può solo ipotizzare che esistesse già un insediamento in età antica ed altomedievale.
Prima della conquista romana il territorio di Ponzano era abitato da popolazioni liguri. In particolare gli Apuani avevano fondato la città di Luni nel 177 a.C..
I Romani, dopo aver conquistato l'area, s'insediarono nel fondovalle, trascurando le alture. Solo con la crisi del III secolo i Romani iniziarono ad occupare anche le aree montuose.
Il nome "Ponzano" suggerisce un'origine romana del paese e perciò lo si riconduce a questa fase finale della Romanità. Alcuni studiosi, come Ippolito Bandinelli e Bonaventura de' Rossi, ricollegarono il toponimo al console Caio Ponzio Ligo; altri storici, come Conti e Ambrosi, ipotizzano che il toponimo derivi dal Fundum Pontianum citato nella Tavola Velleiate; una terza tesi considera i toponimi derivati da gentes romane nella bassa Val di Magra (si pensi a Vezzano per la Gens Vettia) conseguenza della distribuzione di territori di Lunigiana e Garfagnana.
Alla fine del IV secolo il territorio di Ponzano venne a trovarsi nella Diocesi di Luni.

### L'età feudale
In seguito alla riorganizzazione feudale operata dal sovrano del Regnum Italicorum Berengario II la Lunigiana apparteneva alla marca Obertenga.
La prima menzione del borgo di Ponzano è in un documento contenuto nel Codice Pelavicino con cui un contadino, che si qualifica "Ego Adeurando quondam Azonis filius quondam Rodolfi q Bonizoni de loco Ponzano" ("Io Adurando, figlio del fu Azzone, del fu Rodolfo del fu Bonizzone di Ponzano"), chiede ed ottiene alcuni terreni, solo in parte siti a Ponzano, in enfiteusi dalla Diocesi di Luni, allora retta dal vescovo Gottifredo I di stirpe obertenga. La datazione del documento è attribuita da taluni studiosi al 986, da altri al 14 ottobre 998. In questo documento Ponzano è ancora definito locus, vale a dire paese non fortificato.
In un documento del 995, anch'esso contenuto nel Codice Pelavicino, viene rinnovato un contratto di livello riguardante campi, case, boschi, pascoli e saliceti situati a Ponzano e di proprietà della diocesi.
Intorno al Mille Ponzano passò agli Estensi, una delle famiglie che discendevano dagli Obertenghi. In quest'epoca Ponzano divenne un "castrum" situato sulla parte più alta dell'attuale abitato. Questa rocca era circondata da mura, nelle quali si apriva una porta con ponte levatoio; all'interno delle mura c'era una cappella ad aula unica ed un torrione. Sotto il castello, sul versante a valle, c'era un piccolo borgo abitato. 
Fra il 1190 ed il 1200 gli Estensi cedettero i propri diritti su Ponzano ad un altro ramo degli Obertenghi, i Malaspina, che erano divenuti i principali signori della Lunigiana. I Malaspina entrarono in conflitto con il vescovo di Luni Gualtiero II. Al 1202 risale un documento trovato nel Codice Pelavicino e pubblicato già da Ludovico Antonio Muratori con il quale vennero definiti i reciproci confini. La spartizione venne confermata nel testamento del marchese Guglielmo Malaspina nel 1220, in base al quale il castello di Ponzano passò ai vescovi di Luni.
Le dispute fra i vescovi di Sarzana ed i Malaspina continuarono per tutto il Duecento e Ponzano si trovava proprio nell'area di confine: perciò il vescovo cercava di esigere la fedeltà del paese, mentre i Malaspina offrivano terre di loro proprietà agli abitanti del borgo per convincerli a diventare loro vassalli. 
Il vescovo Enrico da Fucecchio riuscì a ristabilire il proprio potere temporale ed a tal fine fece redigere il Codice Pelavicino, che raccoglieva i documenti dimostrativi dei diritti temporali dei vescovi di Luni.
Con la nomina a vescovo di Antonio Nuvolone da Camilla scoppiò la guerra con il marchese Franceschino Malaspina di Mulazzo. Questi nel 1304 riuscì a conquistare Ponzano, ma poi nel 1306 accettò di stipulare con il vescovo il trattato di pace di Castelnuovo, con cui venne riconosciuto quale signore di Ponzano il vescovo lunense. Il trattato di pace, con cui i Malaspina ed il vescovo si spartivano (ancora una volta) la Lungiana, è famoso perché i Malaspina erano rappresentati da Dante.

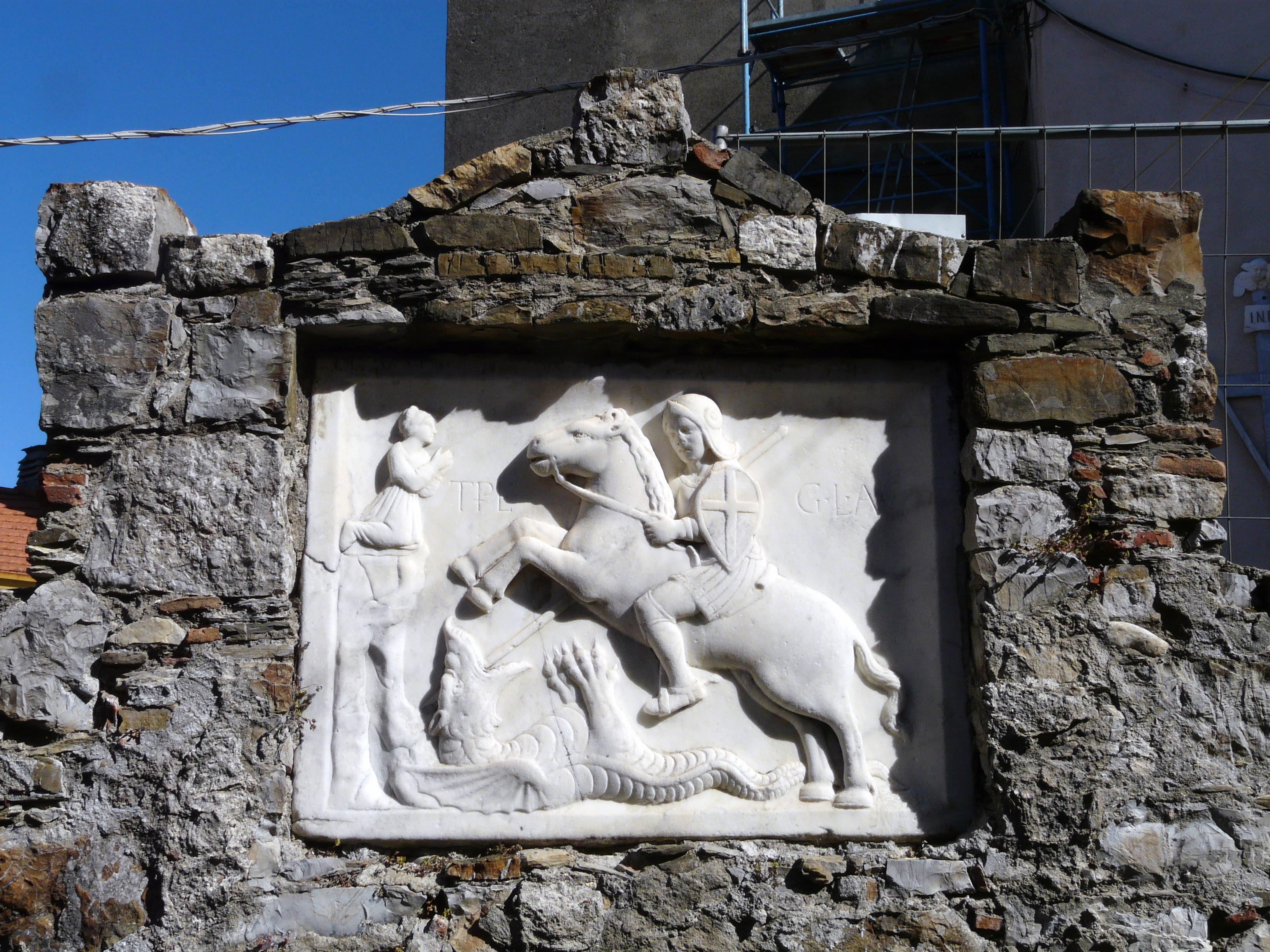
Bassorilievo di San Giorgio del 1541

In questi secoli del basso medioevo il paese si espanse e si formò un primo anello di case intorno alla rocca (ormai priva delle mura) e l'abitato fu circondato da nuove mura più ampie. Di quest'epoca si riconosce ancora un edificio adibito a bottega. Ponzano, inoltre, si trovava sul tracciato della via Francigena che portava i pellegrini dalla Francia a Roma, ed anzi era un posto di tappa: accanto alla porta d'ingresso nel paese sorgeva l'"ospedale", ovvero l'ostello dove i pellegrini potevano riposare.
Nonostante il trattato di Castelnuovo, le lotte fra il vescovo e i Malaspina continuarono e di esse approfittò il nuovo potente della zona, Castruccio Castracani, signore di Lucca, il quale fu nominato sia visconte del vescovo di Luni, sia vicario imperiale per la Lunigiana. Così come Santo Stefano di Magra, e la vicina Sarzana, anche la comunità di Ponzano giurò fedeltà a Castruccio nel 1314. I Malaspina guidati da Spinetta Malaspina cercarono di opporsi al condottiero lucchese, ma nel 1319, il marchese Azzone Malaspina dovette cedere il castello di Ponzano a Castruccio.
Castruccio Castracani fece eseguire un estimo di tutti gli immobili del paese per procedere ad una riforma fiscale che determinasse in modo più equo l'imposta fondiaria, imposta che rimaneva la base delle entrate fiscali dell'epoca.
Alla morte di Castruccio, nel 1328, il borgo passò al ramo dei Malaspina di Lusuolo. A quest'epoca risale la costruzione della ultima cinta fortificata intorno al paese, che comprendeva anche il secondo anello di abitazioni. Sul lato "a monte", dove la pendenza del terreno non era sufficiente a difendere il castello, fu scavato anche un fossato, di cui è rimasto il ricordo nel toponimo dialettale "fosà" con cui si indica una via nel lato occidentale del paese.
Nel corso dei successivi due secoli il paese passò da un ramo all'altro della famiglia Malaspina, secondo le spartizioni ereditarie: alla fine del Trecento Ponzano apparteneva al marchesato di Tresana. 
Alla metà del Quattrocento il castello di Ponzano fu conquistato da Lodovico Fregoso, signore di Sarzana, che tuttavia lo perdette ben presto in favore del duca di Milano. Successivamente tornò sotto il dominio dei Malaspina.
Ponzano ebbe a lungo importanza militare, dal momento che si trova in posizione sopraelevata e fortificata, con visuale su tutta la bassa Val di Magra. Perciò fu scelta come luogo di accampamento dai Fiorentini nel 1476.
Nel 1495 il re di Francia Carlo VIII scelse Ponzano come luogo di raccolta delle truppe durante la Guerra d'Italia del 1494-1498. Del fatto è testimonianza la lapide marmorea con lo stemma di Francia che reca la data del 1495.

### Il periodo genovese

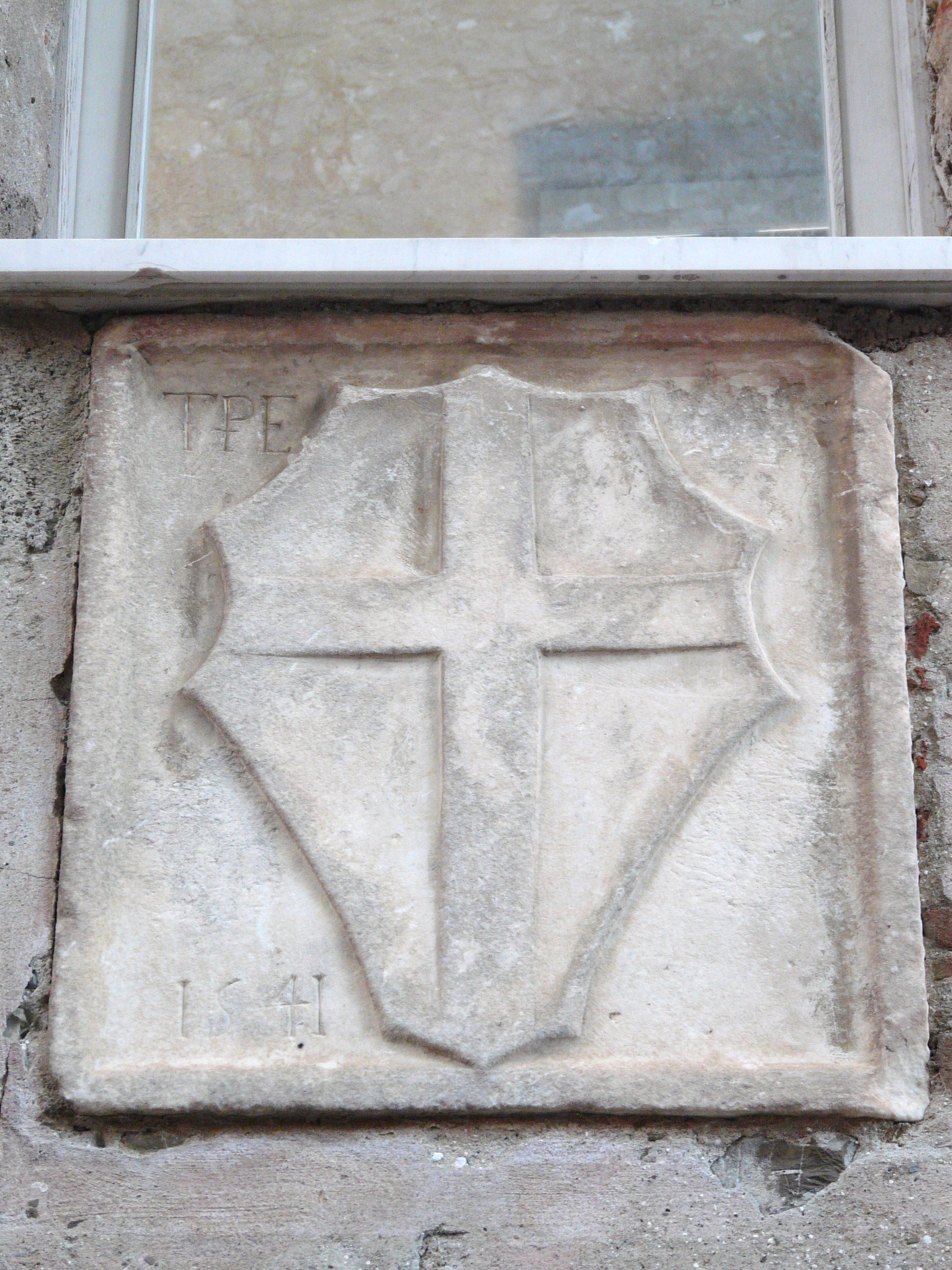
Stemma della repubblica genovese

Nel 1540 scoppiò la rivolta del paese contro il feudatario che portò alla cacciata del marchese Antonio Malaspina ed alla distruzione del castello. Perciò  il marchese vendette il paese al Banco di San Giorgio per ottomila scudi con atto del notaio Battista Gormano di Milano. Di questo fatto è testimonianza in paese il rilievo marmoreo, scolpito sul retro di quello di Carlo VIII, con l'immagine di San Giorgio e la data 1541.
Nel 1562 il Banco cedette il paese alla Repubblica di Genova, che ne conserverà il possesso fino alla propria fine. 
Sotto il dominio genovese la popolazione di Ponzano aumentò significativamente dai circa cinquecento abitanti del XVI secolo, ai 650 del Seicento, ai circa novecento del 1791. Si ebbe perciò anche un ampliamento urbanistico che portò il centro storico di Ponzano alle sue dimensioni attuali. Le abitazioni di questo periodo sono generalmente di due piani e di due stanze per piano; al piano superiore si accede da una scaletta esterna. Dove il pendio è più ripido si è arrivati a costruire edifici di quattro o cinque piani. A quest'epoca risalgono anche le tipiche "volte" del paese. Intanto, adeguandosi ai dettami del Concilio di Trento, la cappella originaria fu trasformata in una chiesa a tre navate, che si appoggia al vecchio torrione, ora trasformato in campanile.
Anche in conseguenza di questo sviluppo nel 1586 la Repubblica dotò la comunità agricola ponzanese di autonomi statuti, che non regolavano solo l'organizzazione del comune, ma costituivano anche dei codici di diritto civile (compreso il diritto processuale) e penale (anche in questo caso compresa la procedura). La massima autorità del paese era il podestà nominato dalla Repubblica, coadiuvato da un consiglio di sei abitanti. Erano previste molte altre cariche come il camerlengo o massaro (contabile), il notaio (segretario), il nunzio (messo), i sovrastanti (per la manutenzione delle strade di campagna) ed i viari (per i vicoli del paese); i rilevatori ridisegnavano i confini dei campi dopo le piene, i saltari erano le guardie forestali, altri "soprastanti" sovraintendevano ai mulini ed all'annona.
In questo periodo Ponzano diede i natali a Cesare Orsini (1571-1640 circa), in arte Magister Stopinus ("maestro stoppino"), poeta maccheronico attivo nelle corti padane.
Il 10 luglio 1647 ad un ragazzo di Ponzano che stava risalendo dal piano, in località Castiglioni apparve la Madonna. Fu pertanto costruito un oratorio in tale località, che nel 1771 fu ampliato per divenire il santuario della Madonna di Castiglioni. L'oratorio, poi santuario, rimase dipendente dalla parrocchia di Ponzano fino al 1847, quando fu costituito in parrocchia autonoma.
Alla fine del XVII secolo i marchesi Remedi di Sarzana acquistarono un ampio appezzamento di terreno che dal paese scendeva fino al Magra per una larghezza di circa due chilometri. I Remedi s'impegnarono nello sviluppo del paese ed in particolare introdussero il sistema della mezzadria; a tal fine costruirono sulle loro terre le case coloniche per i mezzadri. I marchesi stessi si stabilirono a vivere a Ponzano e perciò edificarono il loro palazzo al centro del paese.
Nel 1767 la parrocchia di Ponzano venne elevata ad arcipretura, immediatamente soggetta al vescovo di Sarzana e perciò autonoma dalla vicaria foranea di Santo Stefano. A quell'epoca, oltre all'arciprete, erano addetti alla parrocchia altri cinque religiosi. Nel 1778 furono traslate da Roma alla chiesa di Ponzano le spoglie di Santa Concordia, che divenne la patrona del paese.

### L'età contemporanea
Con la nuova dominazione francese di Napoleone Bonaparte Ponzano rientrerà dal 2 dicembre 1797 nel Dipartimento del Golfo di Venere, con capoluogo La Spezia, all'interno della Repubblica Ligure. Dal 28 aprile del 1798 con i nuovi ordinamenti francesi, la municipalità di Ponzano rientrerà nel I Cantone, con capoluogo Sarzana, della Giurisdizione di Lunigiana. Dal 1803 fu centro principale del I Cantone della Lunigiana nella Giurisdizione del Golfo di Venere.
La municipalità verrà soppressa e aggregata al comune di Santo Stefano di Magra nel 1804 seguendone le sorti durante il Primo Impero francese e il Regno di Sardegna, per arrivare all'Unità d'Italia.
La costruzione della Ferrovia Pontremolese negli ultimi decenni dell'Ottocento  tagliò fuori Ponzano Superiore dalle vie di comunicazione e lo condannò a rimanere un piccolo centro agricolo, a tutto vantaggio delle frazioni di Ponzano Magra e della Ceramica, dove si svilupparono alcuni stabilimenti industriali.
Nonostante questa marginalità, la popolazione di Ponzano nel 1892 sfiorava il migliaio di abitanti.
Alla fine dell'Ottocento i Remedi iniziarono a vendere lotti di terre, ed anche un'ala del palazzo, a famiglie di origini più modeste.
Nel 1916 il borgo salì alla ribalta della cronaca ligure per un "delitto di paese": il capitano Bettolo, in licenza dal fronte, gelosissimo della moglie Emilia, discendente dei marchesi Remedi, si recò alla canonica per uccidere il curato che riteneva essere l'amante della moglie. Non essendogli stata aperta la porta, sparò attraverso di essa e uccise per errore l'arciprete al posto del curato.
Il paese fu danneggiato dal terremoto di Fivizzano del 1920; fra gli altri edifici rimasero lesionati anche la chiesa parrocchiale ed il palazzo Remedi.
A partire dall'agosto 1944 Ponzano si trovò ad essere nelle retrovie del fronte della seconda guerra mondiale, che si era attestato sulla Linea Gotica, e perciò fu interessato da operazioni militari. In particolare, nell'autunno di quell'anno Ponzano Superiore, insieme ad altri paesi dell'Appennino sarzanese, fu occupato dai partigiani della Brigata Garibaldi "Ugo Muccini" di cui proprio a Ponzano aveva sede il distaccamento comandato dal santostefanese Primo Battistini "Tullio". Il 29 novembre 1944, negli stessi paesi ebbe luogo un rastrellamento tedesco, chiamato operazione "Barbara", per ripulire dai partigiani le retrovie del fronte; l'operazione fu condotta dalla 148. Infanterie Division della Wehrmacht, rinforzata dai battaglioni "Kesselring" e "Mittenwald", nonché dalle Brigate Nere della Spezia. Le truppe statunitensi entrarono a Ponzano il 23 aprile 1945.
Nel 1956 è stata costruita la strada asfaltata fra Ponzano Superiore e Santo Stefano. Conseguentemente sono state costruite delle villette lungo la strada, come anche lungo le strade che portano a Caprigliola ed a Falcinello. La strada carrozzabile ha permesso al paese di assumere definitivamente l'attuale ruolo di località prevalentemente residenziale, i cui abitanti si recano a lavorare nei centri del fondovalle e alla Spezia.

## Monumenti e luoghi d'interesse

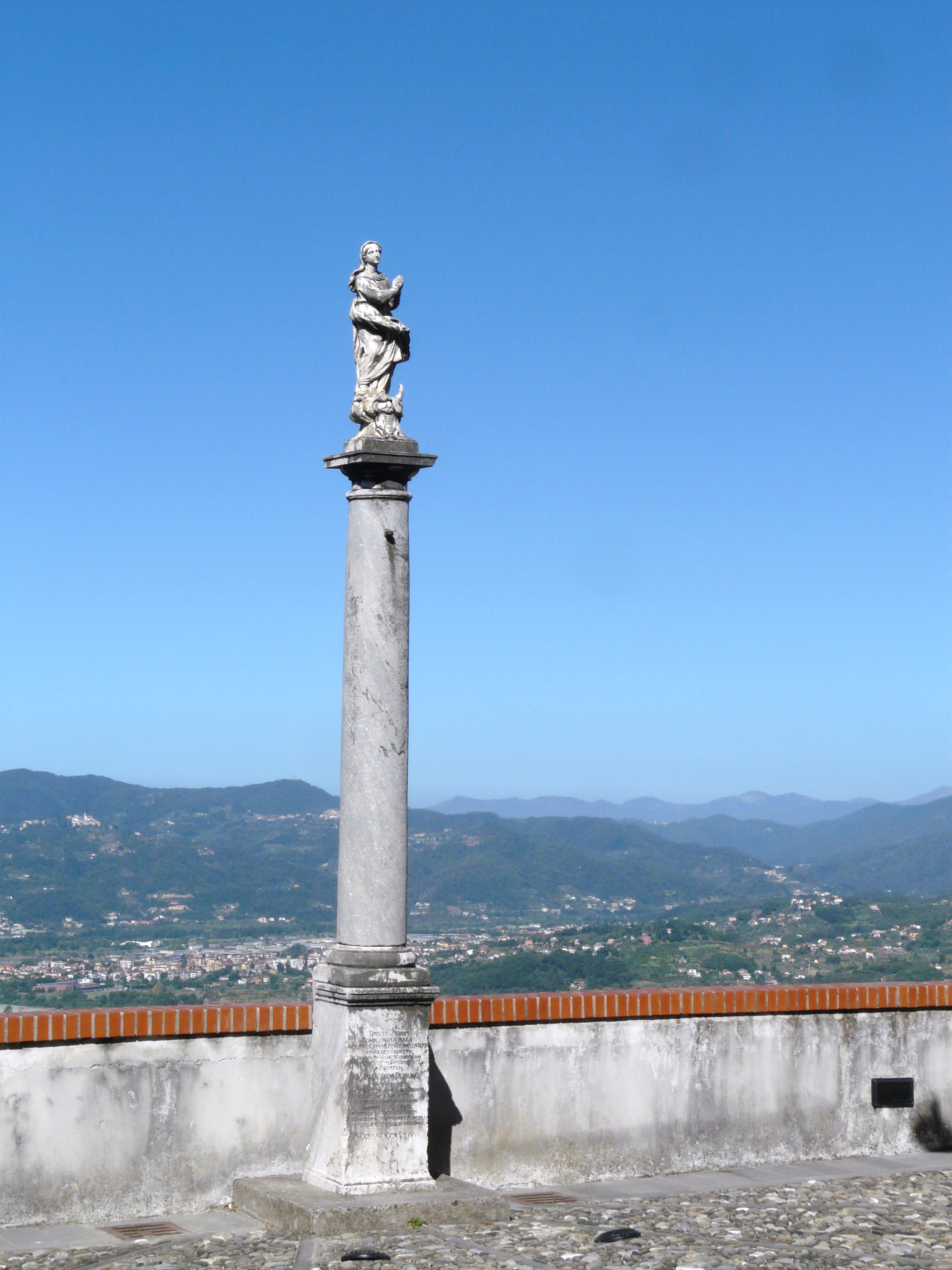
La colonna dell'Immacolata

### Urbanistica
Ponzano si trova su di un contrafforte sporgente del Monte Grosso, in posizione strategica per il controllo della bassa val di Magra e perciò oggi è apprezzato per il panorama che spazia dalla Meloria al Golfo della Spezia.
La sella fra il colle su cui sorge il centro storico e il massiccio appenninico è occupata da un piazzale dove arrivano le strade e da dove si entra in paese. Questo piazzale si chiama Aia di Croce (in dialetto Ar d'Crò). Nella piazza c'è anche il monumento ai caduti delle Guerre Mondiali.
L'impianto viario, costituito principalmente da due vie anulari, quella più interna a quota più alta di quella esterna, è tipicamente medievale, caratterizzato da scalinatelle e archivolti (in dialetto vottje).

### Architetture religiose
La chiesa parrocchiale di San Michele Arcangelo fu anticamente alle dipendenze della parrocchiale di Santo Stefano di Magra. È menzionata per la prima volta in documenti del XIII secolo. L'edificio attuale è stato consacrato nel 1528.
Il campanile, in stile lucchese, è stato costruito sulle fondamenta di una delle torri del castello medievale. La chiesa custodisce il corpo di Santa Concordia, patrona del paese, due statue lignee della Vergine Maria, diversi dipinti ad olio su tela e il grande organo meccanico a due manuali, opera dell'organaro pistoiese Filippo Tronci nel 1825. 
Di fronte alla parrocchiale, addossato al complesso di palazzo Remedi, sorge l'Oratorio della Santissima Annunziata, per secoli ed ancora oggi sede della Confraternita del Santissimo Sacramento e Annunziata.
La Colonna dell'Immacolata sorge al centro della piazzetta (Piazza dell'Immacolata) aperta nel 1734 dai Remedi davanti alla facciata del loro palazzo come belvedere sulla Val di Magra.

### Architetture civili

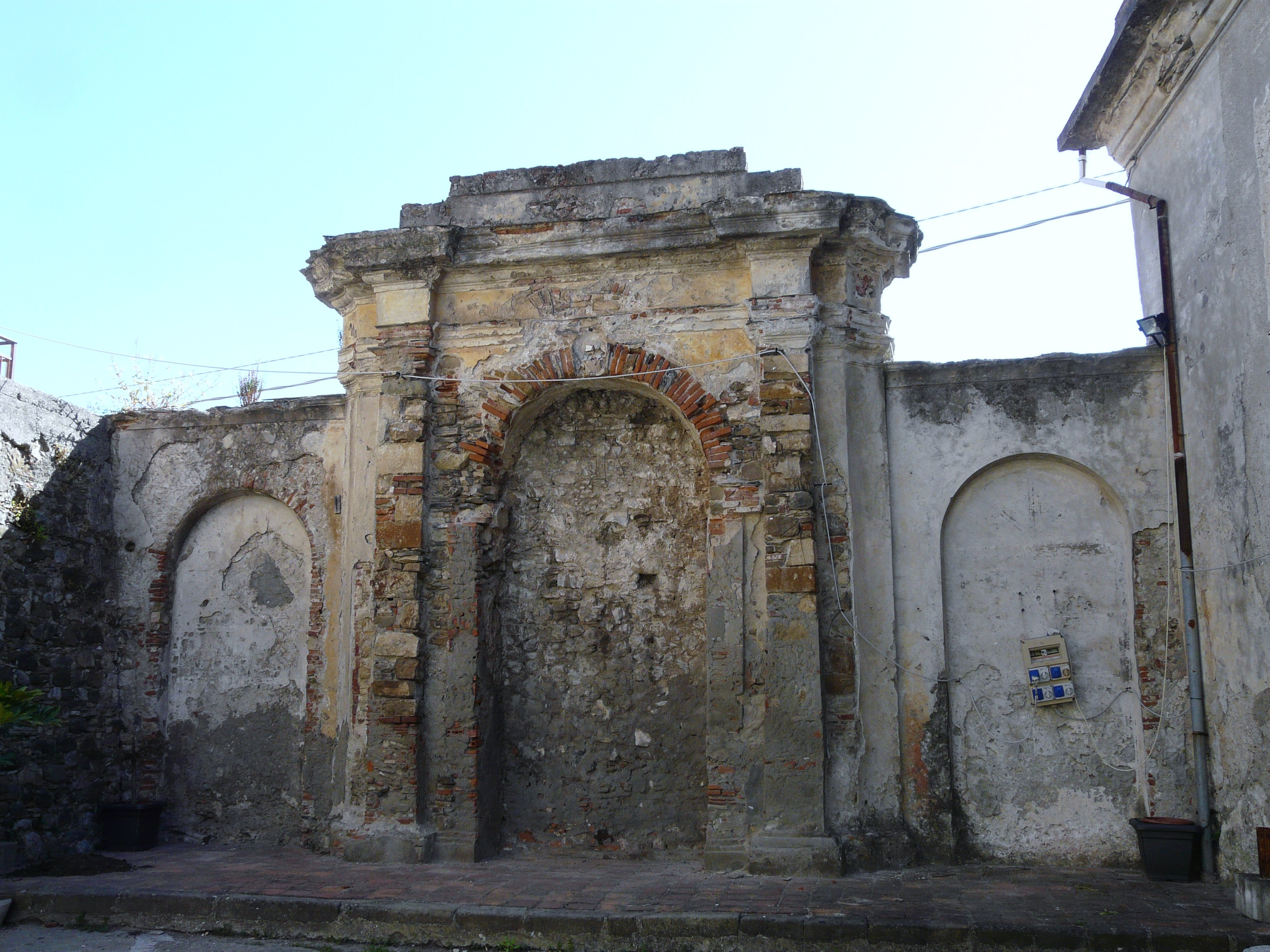
Il "ninfeo", fondale della corte del palazzo Remedi

Pregevole edificio privato nel cuore del centro antico di Ponzano Superiore, il palazzo Remedi è caratterizzato da una piccola ma equilibrata corte interna e con la facciata principale che costituisce quinta di fondo di piazza dell'Immacolata (o piazza colonna) che apre il nucleo abitato alla piana del Magra con Luni e gli ambiti dell'estuario del fiume, ma anche a scorci del mare del golfo spezzino e alla Versilia. In particolare dalla piazza i Remedi potevano guardare la loro residenza al piano, Villa Pratola.
Fra gli altri palazzetti di Ponzano si può menzionare la casa natale di Cesare Orsini, sulla quale è murato un bassorilievo di marmo che raffigura San Michele . 
L'ospedale, ovvero l'ostello dei pellegrini, dipendeva dalla parrocchia. L'edificio si componeva di due stanze sovrapposte, al pianterreno si accoglievano i pellegrini, al piano superiore c'era il dormitorio. Alla fine del Settecento l'edificio divenne la scuola del paese ed allora la stanza al pianterreno divenne l'aula scolastica ed al piano superiore abitava la maestra. Dopo la chiusura della scuola,  l'edificio è diventato sede del centro sociale Cesare Orsini, l'istituzione culturale del paese.
Caratteristici sono i tre bassorilievi di marmo murati dalle successive dominazioni. Quello con i gigli di Francia murato da Carlo VIII nel 1495, che fu riutilizzato nel 1541 sull'altro lato dal Banco di San Giorgio con l'immagine del santo a cavallo che uccide il drago. Vi è poi un bassorilievo con lo stemma della Repubblica di Genova sulla facciata dell'antico hospitalium. I vicoli del paese brulicano di maestà in marmo dedicate alla Madonna e ai Santi tutte datate tra il '600 e il '900. 

## Cultura

### Eventi
- Festa patronale di Santa Concordia, che si tiene la terza domenica di settembre[19].
- Festa del titolare della parrocchia San Michele, il 29 di settembre.
- Festa della Madonna del Rosario, la prima domenica di ottobre.
- La sagra della scherpadje (una piccola torta rotonda di verdure, alta un centimetro e mezzo, con formaggio e mollica di pane e cotta in tipici testi di terracotta); la sagra si svolge il terzo week end di agosto[27].
- Premio nazionale di poesia "Cesare Orsini" la terza domenica di settembre[19].
- Festa della Befana, pfani in dialetto, la sera del 5 Gennaio.

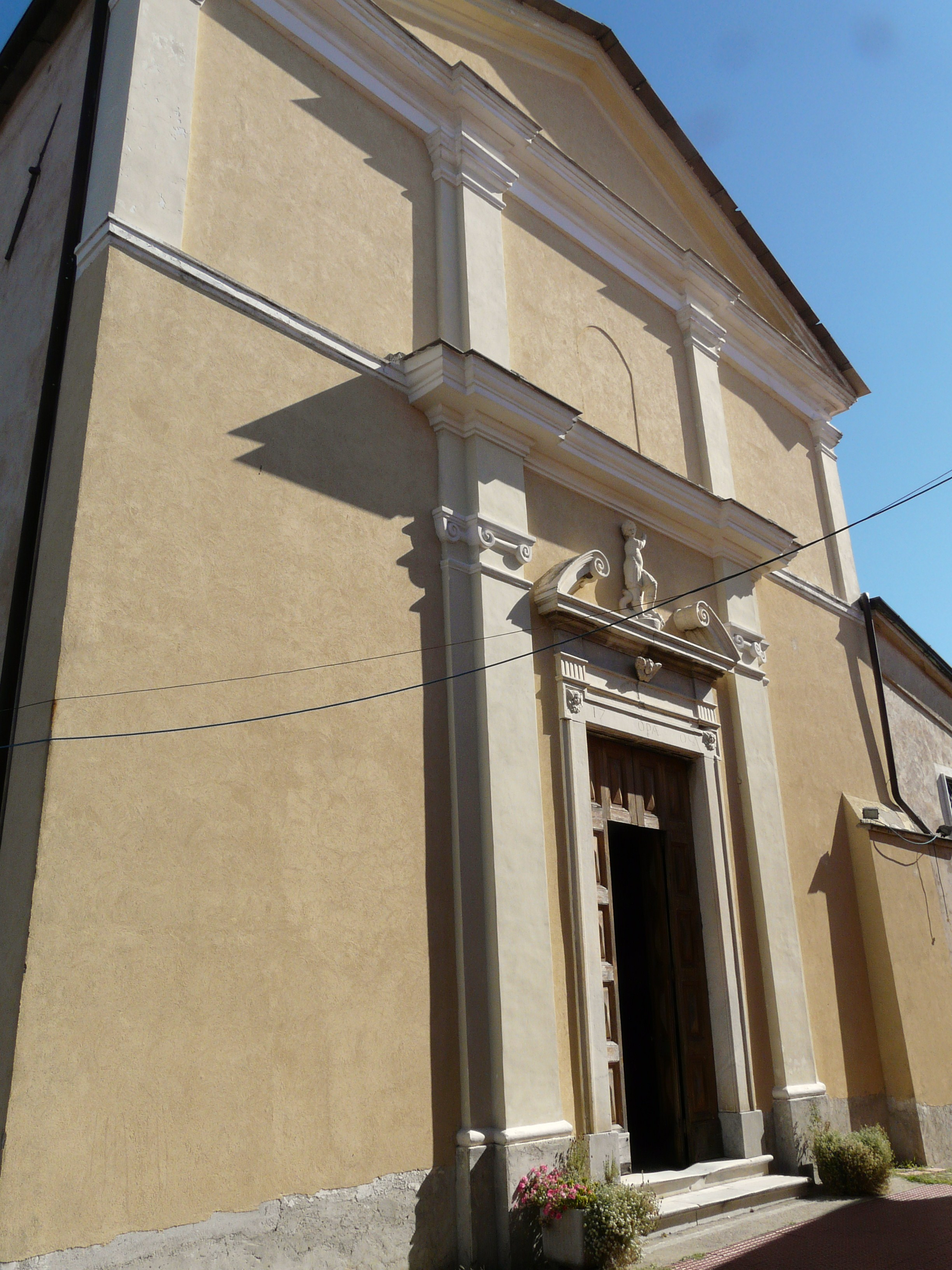
La pieve di San Michele Arcangelo
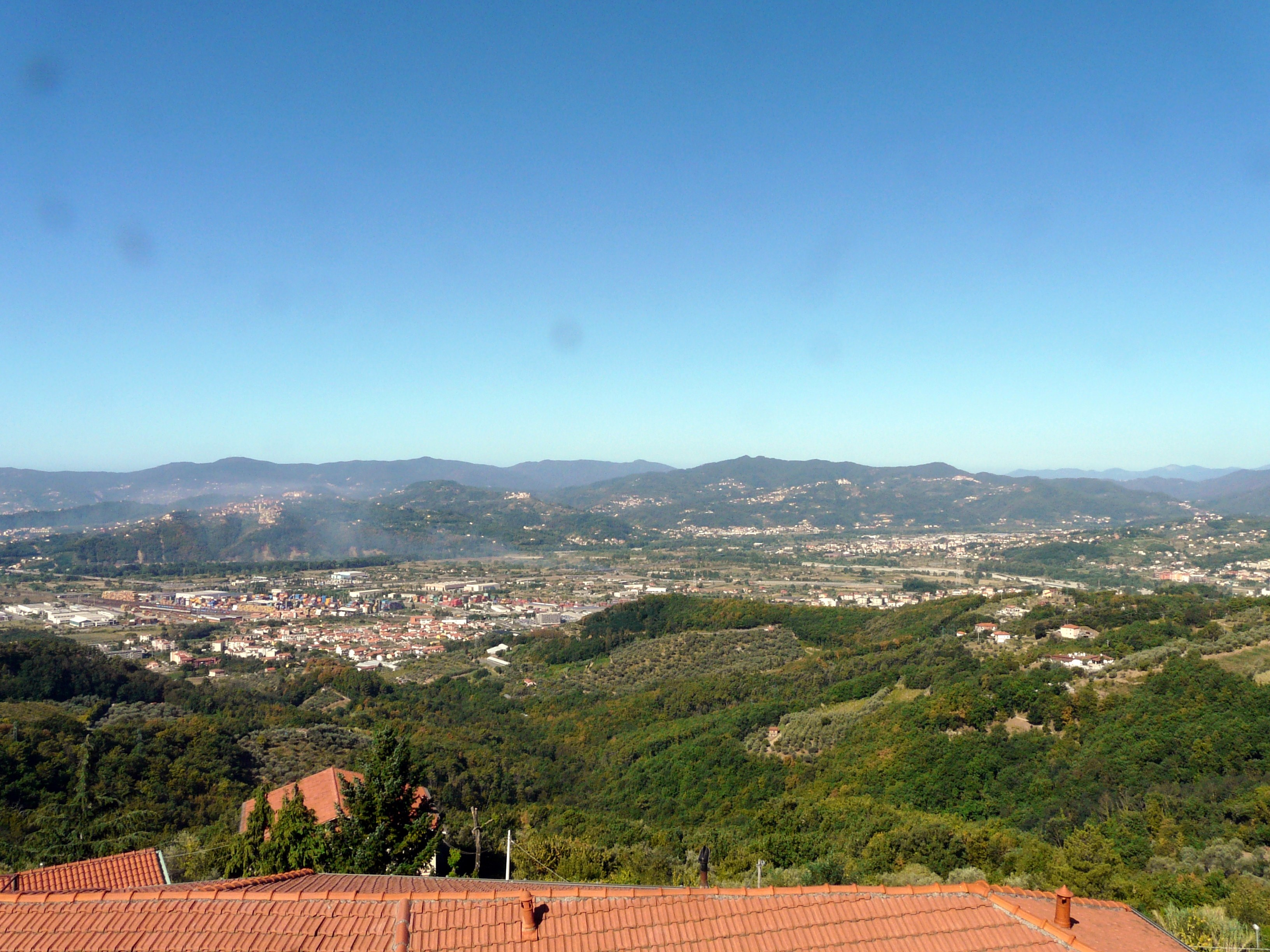
Panorama da piazza Colonna